# Tonton Macoute
Tonton Macoute (haitianisch-kreolisch Tonton Makout) ist die übliche Bezeichnung für eine 1959 gegründete haitianische Miliz unter der Kontrolle des Diktators François Duvalier und dessen Amtsnachfolger Jean-Claude Duvalier. Ab 1971 führte sie den Namen Milice de Volontaires de la Sécurité Nationale, kurz MVSN („Nationale Sicherheitsmiliz aus Freiwilligen“). Sie diente Duvaliers Machterhalt und agierte außerhalb des Gesetzes. Wegen ihres martialischen Auftretens, der habituellen Anwendung brutaler Gewalt, ihrem außergesetzlichen Status und ihrem selbstgepflegten Image als mit Voodoo-Kräften Verbündete waren ihre Mitglieder in der Bevölkerung äußerst gefürchtet.
Ein großer Teil der „Tontons Macoutes“ ging in der 1993 gegründeten Front Révolutionnaire Armé pour le Progrès d’Haiti (FRAPH) auf.

## Ursprung des Namens
Der Name „Tonton Macoute“ („Onkel Umhängesack“) stammt aus der haitianischen Volksüberlieferung und bezeichnet eine Art Butzemann, der nachts durch die Straßen zieht und kleine Kinder entführt, die so spät noch draußen sind. Er verstaut die Kinder in seinem Umhängesack (macoute). Weil Verunsicherung und Gefahr genauso wie Gewalt als Faktoren der MVSN eingesetzt wurden, wurden sie daher „Tontons Macoutes“ genannt.

## Gründung
Der Arzt und vorherige haitianische Gesundheitsminister François Duvalier („Papa Doc“) kam 1957 als demokratisch gewählter Führer einer Populistenplattform an die Macht. Er war wegen seines Kampfes gegen die „Himbeerkrankheit“ (yaws oder Frambösie) bekannt geworden. Nach einem versuchten Staatsstreich des Militärs gegen ihn im Jahre 1958 schrieb Duvalier die Verfassung um und machte sich zum „Präsidenten auf Lebenszeit“. 1959 schuf er die Tontons Macoutes, denen er automatische Amnestie für die von ihnen begangenen Verbrechen einräumte. Die Tontons wurden von Luckner Cambronne geführt, der als zweitmächtigste Person im Duvalier-Regime galt. Für die Mitte der 1980er Jahre wurde ihre Mitgliederzahl auf 15.000 geschätzt. Die Miliz stand außerhalb der staatlichen Verwaltung und des Justizsystems und war nur Duvalier gegenüber verantwortlich. Sie hatte völlig freie Hand, Duvalier-Gegner zu unterdrücken und summarisch zu beseitigen.

## Aktivitäten
Die Tontons Macoutes waren dafür bekannt, sich paramilitärisch zu kleiden, vergleichbar den italienischen Faschisten und den deutschen Nationalsozialisten. Sie waren auch für das Tragen dunkler Sonnenbrillen bekannt, für die Benutzung von Macheten und für das Zurschaustellen ihrer Opfer an öffentlichen Plätzen oder in Bäumen, aufgehängt zur Abschreckung. Sie kultivierten ein Image, dass sie Voodoo-Dämonen oder Zombies seien,  was den von ihnen ausgehenden Schrecken und die Bedrohung unter der mehrheitlich Voodoo-gläubigen Bevölkerung verstärkte. Sie waren oft im Besitz von Feuerwaffen, zogen es aber vor, ihre Opfer mit Macheten und Messern zu traktieren, um ihnen schwere Verletzungen zuzufügen.
Die Tontons wurden von den Einheimischen wegen ihrer schnellen Gewaltbereitschaft gefürchtet. Sie waren in der Öffentlichkeit stets mit ihren Erkennungszeichen präsent (dunkle Sonnenbrillen, paarweises Auftreten, Herumstehen an Straßenecken, gelangweiltes Hin- und Herrollen eines Balles, die Machete als Waffe). Die Tontons Macoutes waren berüchtigt, Personen zu provozieren, sie in Schlägereien zu verwickeln, in geheime Gefängnisse zu verschleppen und körperlich schwer zu misshandeln, Informationen auch unter Anwendung von Folter zu erpressen und allgemein einen Zustand der Bedrohung zu erzeugen.
Die Mitglieder der Miliz finanzierten sich durch Straftaten, unter anderem durch Erpressung.
Insgesamt sollen die Tontons für die Tötung, Verschleppung und das Verschwindenlassen von über eintausend Menschen verantwortlich sein. Es ist gesichert, dass sie als Todesschwadronen noch bis ins Jahr 2000 hinein agierten.

## Mediale Rezeption
Der britische Schriftsteller Graham Greene schrieb den 1966 erschienenen Roman Die Stunde der Komödianten, in welchem die Handlung im Haiti des Gewaltherrschers Francois „Papa Doc“ Duvalier spielt. Greene beschrieb darin das Terrorregime der Tontons Macoutes und wurde deswegen jahrelang von Duvalier mit Verleumdungen verfolgt. Zur gleichnamigen Verfilmung aus dem Jahr 1967 mit Richard Burton, Elizabeth Taylor, Alec Guinness und Peter Ustinov schrieb Greene auch das Drehbuch. In der Verfilmung wurden die Tontons vorzugsweise mit den Ray-Bans der US Air Force dargestellt. Ray-Bans stellten in dem damals ansonsten sehr armen Land wohl auch ein gewisses Statussymbol dar, verweisen aber auch symbolisch auf die politischen Anbindungen und Verstrickungen der mittelamerikanischen Diktatoren jener Jahre.
Das Spielfilm-Drama Der Mann auf dem Quai (Originaltitel: L' Homme sur les quais) unter Regie Raoul Pecks aus dem Jahr 1993 thematisiert anhand der fiktiven Geschichte der sechsjährigen Sarah und ihrer Schwestern, die sich nach der Flucht der Eltern aus dem Land zunächst in Obhut der Großmutter befinden und von dieser außer Landes gebracht werden sollen, die beständige Konfrontation mit Verfolgung, Misshandlung und dem Verschwindenlassen „subversiver Elemente“ in Haiti zu Beginn der Sechzigerjahre unter dem Terror-Regime Papa Docs. Das Zombiemotiv vor dem zeitgeschichtlichen Hintergrund des Sturzes des Duvalier-Regimes 1986 findet sich auch im US-amerikanischen Horrorstreifen Die Schlange im Regenbogen von Wes Craven aus dem Jahr 1988.